# Людоговский, Алексей Петрович
Алексей Петрович Людого́вский (1840 — 11 [23] февраля 1882, Москва, Российская империя) — агроном, экономист, профессор Петровской земледельческой академии.

## Биография, работы
Происходил из дворянского рода Людоговских.
В 1861 году окончил Горыгорецкий земледельческий институт со степенью агронома и был определён счётным чиновником в Московский отряд уравнения денежных сборов с государственных крестьян. В 1861—1864 годах преподавал в Московской земледельческой школе. По поручению московского губернского статистического комитета проводил сельскохозяйственные исследования в Московской губернии, результаты которых были опубликованы в «Московских губернских ведомостях» (1863. — № 31—34, 37, 38, 51—60) и вошли в «Сборник материалов для изучения Москвы и Московской губернии» (М., 1864) и в книгу «Материалы для сельскохозяйственного описания Московской губернии» (М., 1864).
В марте 1864 года был назначен люстратором в Ковенскую люстрационную комиссию. С апреля 1864 года по май 1865 года состоял приват-доцентом Горыгорецкого земледельческого училища. В марте 1865 года он был назначен помощником директора Департамента сельского хозяйства.
В 1867 году начал преподавать на кафедре земледелия Петербургского земледельческого института.
В 1870 году за диссертацию «Подсолнечник. Принятие, распределение и движение минеральных питательных веществ в связи с образованием органического вещества» был удостоен физико-математическим факультетом Петербургского университета степени магистра сельского хозяйства. С мая 1870 года — экстраординарный профессор Петровской земледельческой академии; с февраля — ординарный профессор кафедры сельскохозяйственной экономии. Преподавал, заведовал кафедрой до мая 1876 года, когда был вынужден уйти в отставку по состоянию здоровья (страдал параличом правой половины тела и расстройством речи). В этот период им были изданы «Основы сельскохозяйственной экономии и сельскохозяйственного счетоводства. Опыт руководства для практических хозяев, земледельческих и реальных училищ и в пособие при занятиях студентов высших учебных заведений» (СПб.: А. Ф. Давриен, 1875. — 488 с.) — книга, которая в течение долгого времени была единственным руководством на русском языке по сельскохозяйственной экономии. В этой книге Людоговский разработал учение о системах хозяйства, которые он определял как «род и способ соединения качественно и количественно: земли, труда и капитала»; главными признаками, по которым различались системы хозяйства, он считал степень интенсивности хозяйства, способы определения плодородия почв, состояние скотоводства, соотношение в хозяйстве земель, занятых кормовыми и товарными культурами. Учение Людоговского о системах хозяйства получило дальнейшее развитие в трудах Б. Д. Бруцкуса, И. А. Стебута, А. Н. Челинцева и др.
Людоговский вместе с профессорами И. Н. Чернопятовым, И. А. Стебутом и А. А. Фадеевым участвовал в составлении «Настольной книги для русских сельских хозяев» (тт. 1—2. — СПб., 1875—1876). Кроме того А. П. Людоговский печатал статьи сельскохозяйственной тематике в журнале «Сельское хозяйство и Лесоводство», в «Трудах Вольно-экономического Общества», в «Земледельческой Газете» и др. В 1871 году был соредактором журнала «Русское сельское хозяйство».
Скончался в Москве от паралича 11 (23) февраля 1882 года.

## Семья
Жена — Анна Иосифовна. О детях сведений не имеется.

## Интересные факты
В одном из писем к матери (от 7 февраля 1898 года) В. И. Ленин просит достать ему через Н. К. Крупскую книги, среди прочего — «Людоговский. …(? „Основы сельскохозяйственной экономии“? Или что-то в этом роде. Не помню точно заглавия. Книга 70-х годов)». Вскоре Крупская пишет М. И. Ульяновой : «Володин списочек я передала одному знакомому, он обещал достать все, кроме Людоговского (это библиографическая редкость) и экономического журнала».